# 8799 Barnouin
A 8799 Barnouin (ideiglenes jelöléssel (8799) 1981 ER25) a Naprendszer kisbolygóövében található aszteroida. Schelte J. Bus fedezte fel 1981. március 2-án.